# (21592) 1998 VJ5
(21592) 1998 VJ5 là một tiểu hành tinh vành đai chính, có đường kính khoảng 11,13 kilômét (6,92 mi). Nó được phát hiện bởi Yoshisada Shimizu và Takeshi Urata ở Đài thiên văn Nachi-Katsuura ở Nachikatsuura, Wakayama, Nhật Bản, ngày 8 tháng 11 năm 1998.